# آگوست کلینگلر
آگوست کلینگلر (انگلیسی: August Klingler; ۲۴ فوریهٔ ۱۹۱۸ – ۲۳ نوامبر ۱۹۴۴) بازیکن فوتبال اهل رایش آلمان بود.
وی همچنین در تیم ملی فوتبال آلمان بازی کرده‌است.